# Tancrémont
Tancrémont è una località del comune belga di Theux, situata nella regione della Vallonia in provincia di Liegi. Il lato nord della strada nazionale 666 che attraversa la frazione, fa parte del comune di Pepinster.

## Geografia
Si trova 4 km a sud-ovest di Pepinster sulla strada 666 che porta a Louveigné. La sua altitudine, a 335 metri, fece di Tancrémont un posto difensivo della città di Liegi.

## Monumenti e luoghi d'interesse
- Il Forte faceva parte della linea di difesa di Liegi durante la seconda guerra mondiale.[2]
- Il santuario è una cappella in cui viene venerato un crocifisso del IX secolo chiamato "Vecchio buon Dio di Tancrémont".
- Il castello è di proprietà privata e non è visitabile.

## Gastronomia
Tancrémont è nota per la qualità delle sue grandi torte chiamate "roues de charrette" (ruote di carretto, del diametro di circa 40 cm) ed in particolare per la torta di riso. Queste torte sono vendute o degustate nelle panetterie locali.

## Galleria d'immagini

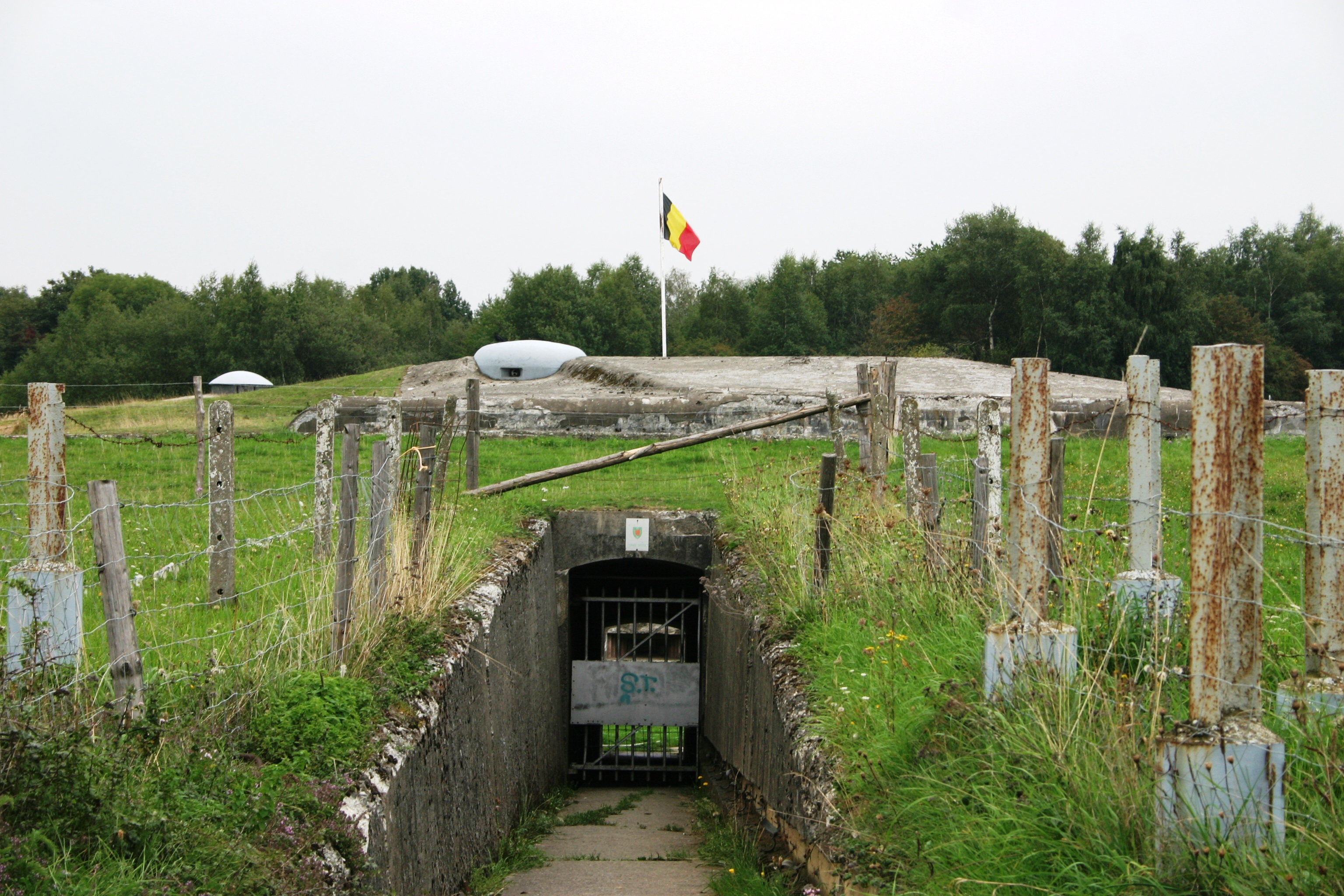
Il forte
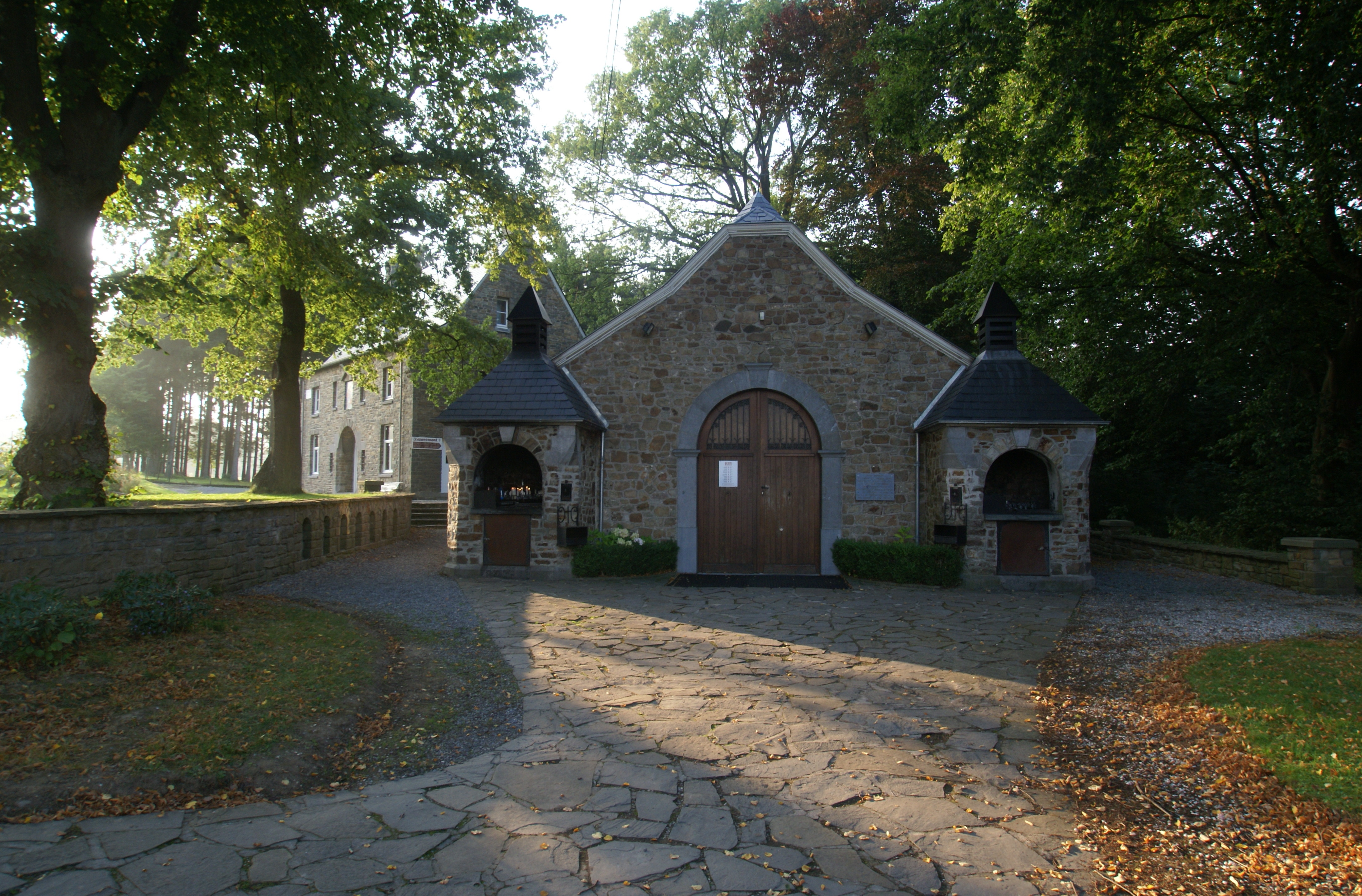
Il santuario
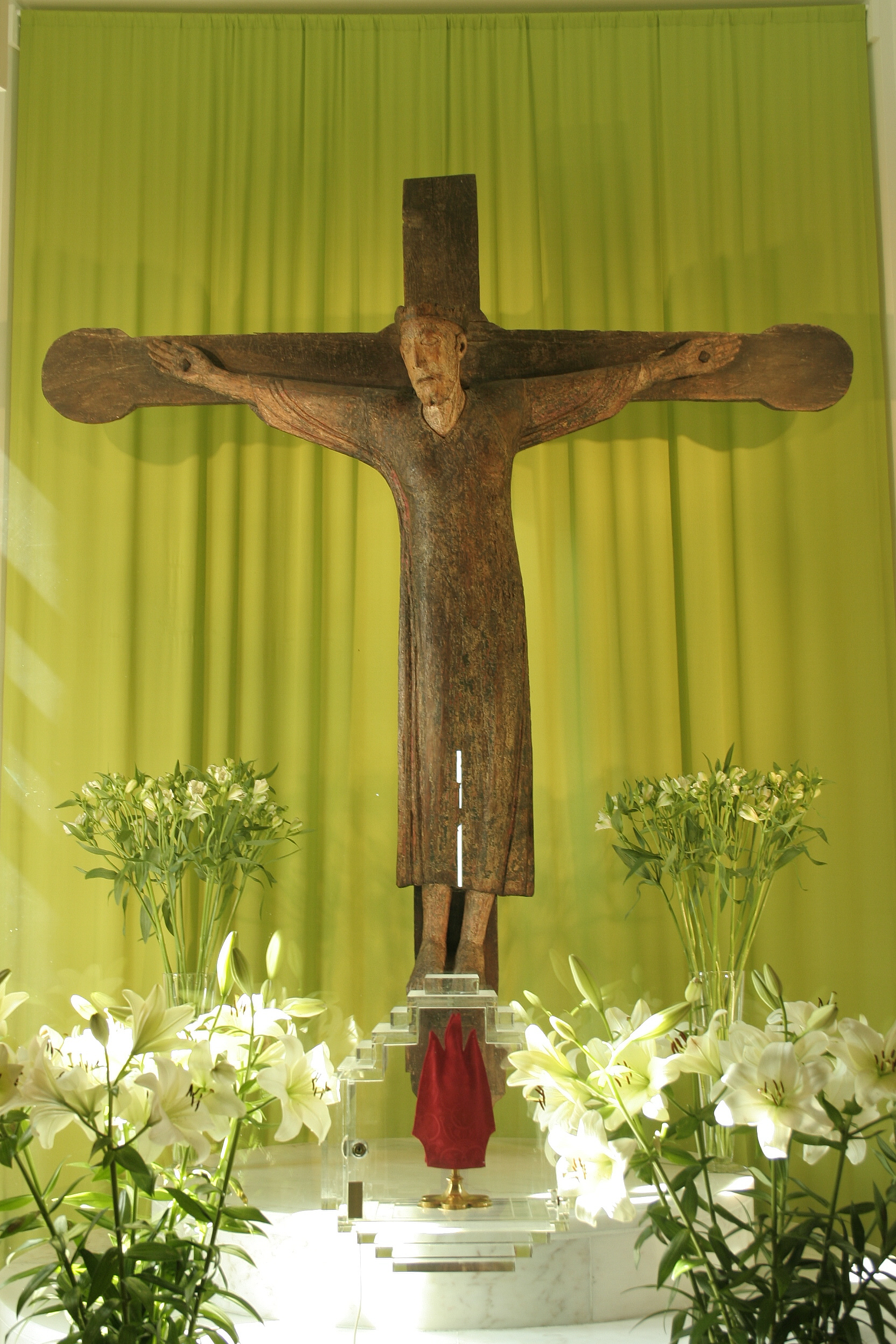
Christ de Tancrémont
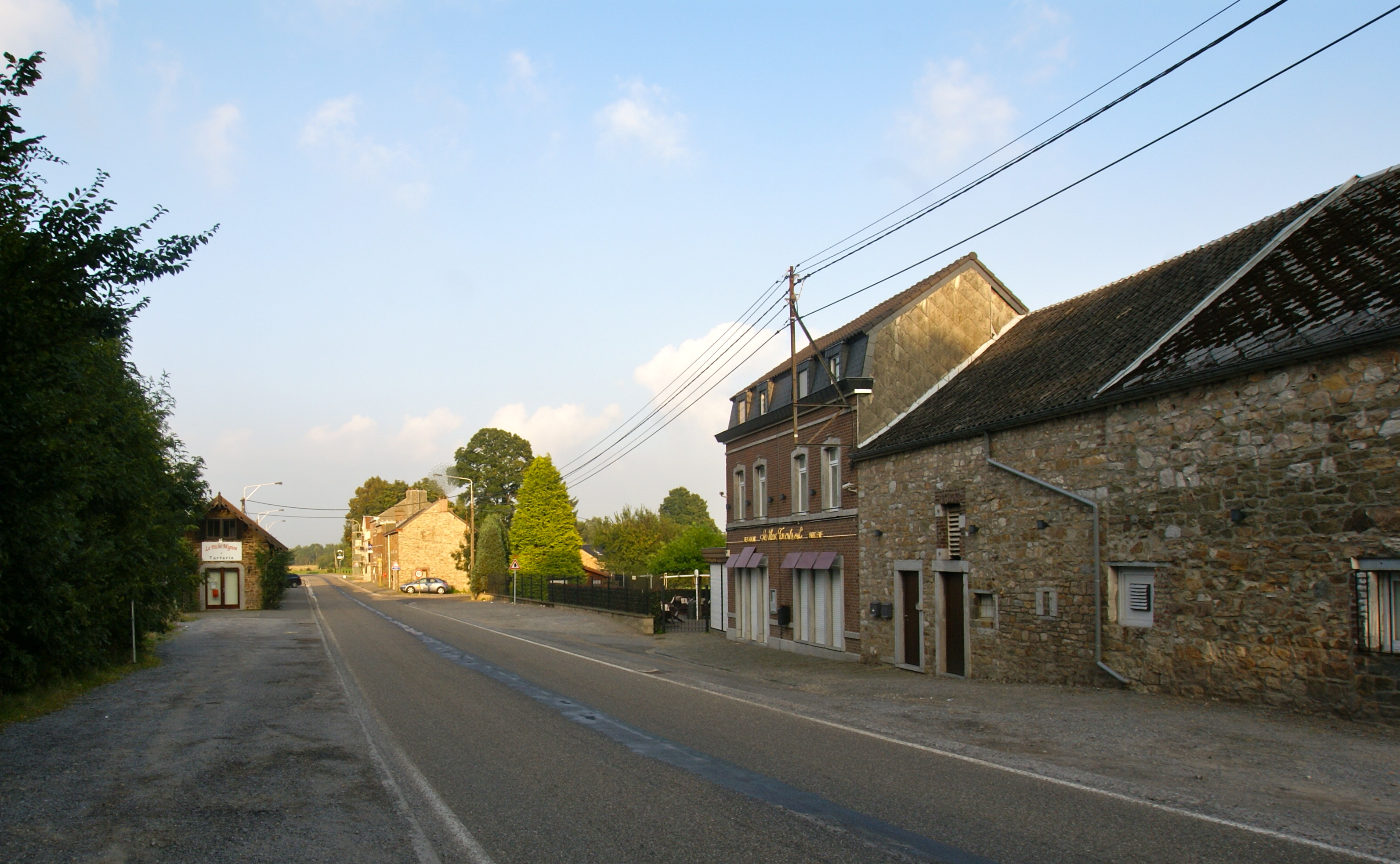
La Nazionale 666